# Niple

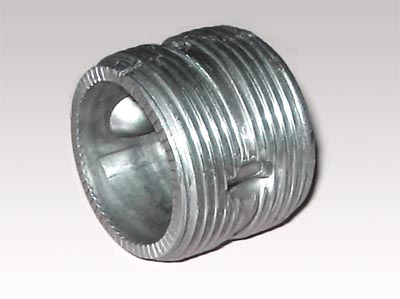
Niple

En fontanería, un niple (del inglés nipple) es una pieza cilíndrica con rosca en sus extremos (normalmente machos) y que sirve para empalmar dos tuberías de igual o distinto diámetro.
La longitud del niple está especificada normalmente por la longitud total con sus filetes.  Puede tener una sección hexagonal para llave inglesa en el centro para apretar (a veces referido a como "niple hexagonal"), o sencillamente puede estar hecho de un simple tubo roscado en ambos extremos (a veces referido a como "niple de tubo").  Un "niple angosto" no tiene superficie sin rosca; en esos casos cuando se ajusta entre dos roscas hembra queda poca superficie expuesta.  Un niple angosto sólo puede ser desenroscado apretando con una llave sobre la rosca, lo cual dañará los filetes e implicará un recambio del niple, salvo que se utilice una llave especial llamada Stillson. Cuando los extremos son de dos medidas diferentes se llama niple reductor o niple desigual.
Los filetes utilizados en los niples pueden ser BSP, BSPT, NPT, NPSM o métricos.